# 二酸化アメリシウム
二酸化アメリシウム（にさんかアメリシウム、AmO2）は、アメリシウムの黒色の化合物。固体状態では蛍石（フッ化カルシウム）構造をとる。アルファ粒子源として使用される。

## 歴史的用途
二酸化アメリシウムの合成は、オークリッジ国立研究所により説明されているように塩酸(HCl)溶液中のアメリシウムの溶液の沈殿/水をともなう。二酸化アメリシウムの需要は、アルファ線と塩酸が保存容器を時間と共に分解することから元素のアメリシウムを液体として塩酸溶液に保存することが困難であることから生じる。液体保存の問題を解決するために、オークリッジ国立研究所はより安全な取り扱いとより効率的な保存のために、液体アメリシウム酸溶液をアメリシウムが沈殿した形に変える合成を考案した。

## 合成(1960年)
オークリッジ国立研究所により説明されている二酸化アメリシウムの合成には、アメリシウムを塩酸に加え溶液を作り、水酸化アンモニウム(NH4OH)を使用して酸を中和することが含まれる。
水酸化アンモニウムを使用して中和した後、中和された溶液に飽和シュウ酸溶液を加える。これにより大きなシュウ酸アメリシウム結晶が成長を始める。完全な沈殿が生じたら、次にシュウ酸を加え再びスラリーを得る。次にシュウ酸アメリシウムのスラリーとシュウ酸を攪拌してからシュウ酸アメリシウムを濾過し、水で洗浄し、空気を流して部分的に乾燥させる。オークリッジ国立研究所の研究者は濾過されたシュウ酸アメリシウムは「埃っぽいバラ色」の見た目であると指摘した。
次にシュウ酸アメリシウムを白金ボートに加えて煆焼する。シュウ酸アメリシウムの沈殿物は炉で乾燥され、350℃で分解し始める。分解が始まるとシュウ酸塩は所望の黒色の二酸化アメリシウムに変化する。新たに形成される二酸化物にシュウ酸が残っていないことを確実にするために、オーブンの温度を上げて800℃に保ち、その後ゆっくりと室温まで冷却する。

## アメリシウム・アルミニウム合金
アメリシウム・アルミニウム合金は、二酸化アメリシウムをアルミニウムと加えた融剤とともに溶融することで形成できる。作られた合金は中性子照射をうけて他の超ウラン核種を生成する可能性がある。